# Eriphia sebana
Eriphia sebana är en kräftdjursart som först beskrevs av Shaw och Frederick Polydore Nodder 1803.  Eriphia sebana ingår i släktet Eriphia och familjen Menippidae. Inga underarter finns listade i Catalogue of Life.